# 2025-ös Formula–1 spanyol nagydíj
A spanyol nagydíj a 2025-ös Formula–1 világbajnokság kilencedik futama volt, amelyet 2025. május 30. és június 1. között rendeztek meg a spanyolországi Circuit de Catalunya versenypályán, Barcelonában.

## Választható keverékek
| Abroncs              | Friss | Használt |
| -------------------- | ----- | -------- |
| Kemény keverék (C1)  |       |          |
| Közepes keverék (C2) |       |          |
| Lágy keverék (C3)    |       |          |
| Átmeneti esőgumi (I) |       |          |
| Teljes esőgumi (W)   |       |          |

## Szabadedzések
A spanyol nagydíj első szabadedzését május 30-án, pénteken délután tartották, magyar idő szerint 13:30-tól.
| helyezés | versenyző             | csapat/motor                 | elért idő | különbség | futott kör |
| -------- | --------------------- | ---------------------------- | --------- | --------- | ---------- |
| 1.       | Lando Norris          | McLaren-Mercedes             | 1:13,718  | –         | 29         |
| 2.       | Max Verstappen        | Red Bull-Honda RBPT          | 1:14,085  | +0,367    | 18         |
| 3.       | Lewis Hamilton        | Ferrari                      | 1:14,096  | +0,378    | 29         |
| 4.       | Charles Leclerc       | Ferrari                      | 1:14,238  | +0,520    | 31         |
| 5.       | Oscar Piastri         | McLaren-Mercedes             | 1:14,294  | +0,576    | 28         |
| 6.       | Liam Lawson           | Racing Bulls-Honda RBPT      | 1:14,339  | +0,621    | 28         |
| 7.       | Oliver Bearman        | Haas-Ferrari                 | 1:14,597  | +0,879    | 26         |
| 8.       | Isack Hadjar          | Racing Bulls-Honda RBPT      | 1:14,605  | +0,887    | 26         |
| 9.       | Cunoda Júki           | Red Bull-Honda RBPT          | 1:14,643  | +0,925    | 27         |
| 10.      | Pierre Gasly          | Alpine-Renault               | 1:14,746  | +1,028    | 28         |
| 11.      | George Russell        | Mercedes                     | 1:14,751  | +1,033    | 32         |
| 12.      | Lance Stroll          | Aston Martin Aramco-Mercedes | 1:14,786  | +1,068    | 24         |
| 13.      | Fernando Alonso       | Aston Martin Aramco-Mercedes | 1:14,798  | +1,080    | 20         |
| 14.      | Nico Hülkenberg       | Kick Sauber-Ferrari          | 1:14,865  | +1,147    | 21         |
| 15.      | Carlos Sainz Jr.      | Williams-Mercedes            | 1:14,935  | +1,217    | 26         |
| 16.      | Gabriel Bortoleto     | Kick Sauber-Ferrari          | 1:15,155  | +1,437    | 23         |
| 17.      | Hirakava Rjó          | Haas-Ferrari                 | 1:15,298  | +1,580    | 23         |
| 18.      | Andrea Kimi Antonelli | Mercedes                     | 1:15,369  | +1,651    | 31         |
| 19.      | Victor Martins        | Williams-Mercedes            | 1:15,522  | +1,804    | 26         |
| 20.      | Franco Colapinto      | Alpine-Renault               | 1:15,530  | +1,812    | 19         |

A spanyol nagydíj második szabadedzését május 30-án, pénteken délután tartották, magyar idő szerint 17:00-tól.
| helyezés | versenyző             | csapat/motor                 | elért idő | különbség | futott kör |
| -------- | --------------------- | ---------------------------- | --------- | --------- | ---------- |
| 1.       | Oscar Piastri         | McLaren-Mercedes             | 1:12,760  | –         | 28         |
| 2.       | George Russell        | Mercedes                     | 1:13,046  | +0,286    | 32         |
| 3.       | Max Verstappen        | Red Bull-Honda RBPT          | 1:13,070  | +0,310    | 30         |
| 4.       | Lando Norris          | McLaren-Mercedes             | 1:13,070  | +0,310    | 31         |
| 5.       | Charles Leclerc       | Ferrari                      | 1:13,260  | +0,500    | 32         |
| 6.       | Andrea Kimi Antonelli | Mercedes                     | 1:13,298  | +0,538    | 31         |
| 7.       | Fernando Alonso       | Aston Martin Aramco-Mercedes | 1:13,301  | +0,541    | 28         |
| 8.       | Pierre Gasly          | Alpine-Renault               | 1:13,385  | +0,625    | 30         |
| 9.       | Isack Hadjar          | Racing Bulls-Honda RBPT      | 1:13,400  | +0,640    | 29         |
| 10.      | Liam Lawson           | Racing Bulls-Honda RBPT      | 1:13,494  | +0,734    | 29         |
| 11.      | Lewis Hamilton        | Ferrari                      | 1:13,533  | +0,773    | 29         |
| 12.      | Nico Hülkenberg       | Kick Sauber-Ferrari          | 1:13,592  | +0,832    | 30         |
| 13.      | Cunoda Júki           | Red Bull-Honda RBPT          | 1:13,683  | +0,923    | 31         |
| 14.      | Carlos Sainz Jr.      | Williams-Mercedes            | 1:13,721  | +0,961    | 34         |
| 15.      | Alexander Albon       | Williams-Mercedes            | 1:13,839  | +1,079    | 32         |
| 16.      | Lance Stroll          | Aston Martin Aramco-Mercedes | 1:13,839  | +1,079    | 17         |
| 17.      | Gabriel Bortoleto     | Kick Sauber-Ferrari          | 1:13,959  | +1,199    | 27         |
| 18.      | Esteban Ocon          | Haas-Ferrari                 | 1:14,005  | +1,245    | 30         |
| 19.      | Oliver Bearman        | Haas-Ferrari                 | 1:14,126  | +1,366    | 20         |
| 20.      | Franco Colapinto      | Alpine-Renault               | 1:14,303  | +1,543    | 31         |

A spanyol nagydíj harmadik szabadedzését május 31-én, szombat délután tartották, magyar idő szerint 12:30-tól.
| helyezés | versenyző             | csapat/motor                 | elért idő | különbség | futott kör |
| -------- | --------------------- | ---------------------------- | --------- | --------- | ---------- |
| 1.       | Oscar Piastri         | McLaren-Mercedes             | 1:12,387  | –         | 14         |
| 2.       | Lando Norris          | McLaren-Mercedes             | 1:12,913  | +0,526    | 18         |
| 3.       | Charles Leclerc       | Ferrari                      | 1:13,130  | +0,743    | 17         |
| 4.       | George Russell        | Mercedes                     | 1:13,139  | +0,752    | 18         |
| 5.       | Max Verstappen        | Red Bull-Honda RBPT          | 1:13,375  | +0,988    | 14         |
| 6.       | Isack Hadjar          | Racing Bulls-Honda RBPT      | 1:13,382  | +0,995    | 17         |
| 7.       | Andrea Kimi Antonelli | Mercedes                     | 1:13,405  | +1,018    | 12         |
| 8.       | Fernando Alonso       | Aston Martin Aramco-Mercedes | 1:13,414  | +1,027    | 17         |
| 9.       | Lewis Hamilton        | Ferrari                      | 1:13,527  | +1,140    | 17         |
| 10.      | Liam Lawson           | Racing Bulls-Honda RBPT      | 1:13,637  | +1,250    | 18         |
| 11.      | Gabriel Bortoleto     | Kick Sauber-Ferrari          | 1:13,722  | +1,335    | 19         |
| 12.      | Nico Hülkenberg       | Kick Sauber-Ferrari          | 1:13,733  | +1,346    | 18         |
| 13.      | Carlos Sainz Jr.      | Williams-Mercedes            | 1:13,758  | +1,371    | 16         |
| 14.      | Cunoda Júki           | Red Bull-Honda RBPT          | 1:13,892  | +1,505    | 13         |
| 15.      | Lance Stroll          | Aston Martin Aramco-Mercedes | 1:13,904  | +1,517    | 20         |
| 16.      | Pierre Gasly          | Alpine-Renault               | 1:13,954  | +1,567    | 20         |
| 17.      | Franco Colapinto      | Alpine-Renault               | 1:14,085  | +1,698    | 23         |
| 18.      | Esteban Ocon          | Haas-Ferrari                 | 1:14,138  | +1,751    | 14         |
| 19.      | Alexander Albon       | Williams-Mercedes            | 1:14,289  | +1,902    | 5          |
| 20.      | Oliver Bearman        | Haas-Ferrari                 | 1:14,460  | +2,073    | 12         |

## Időmérő edzés
A spanyol nagydíj időmérő edzését május 31-én, szombat délután tartották, magyar idő szerint 16:00-tól.
| helyezés              | rajtszám | versenyző             | csapat/motor                 | Q1       | Q2       | Q3       | rajthely     | futott kör |
| --------------------- | -------- | --------------------- | ---------------------------- | -------- | -------- | -------- | ------------ | ---------- |
| 1                     | 81       | Oscar Piastri         | McLaren-Mercedes             | 1:12,551 | 1:11,998 | 1:11,546 | 1            | 14         |
| 2                     | 4        | Lando Norris          | McLaren-Mercedes             | 1:12,799 | 1:12,056 | 1:11,755 | 2            | 15         |
| 3                     | 1        | Max Verstappen        | Red Bull Racing-Honda RBPT   | 1:12,798 | 1:12,358 | 1:11,848 | 3            | 12         |
| 4                     | 63       | George Russell        | Mercedes                     | 1:12,806 | 1:12,407 | 1:11,848 | 4            | 12         |
| 5                     | 44       | Lewis Hamilton        | Ferrari                      | 1:13,058 | 1:12,447 | 1:12,045 | 5            | 15         |
| 6                     | 12       | Andrea Kimi Antonelli | Mercedes                     | 1:12,815 | 1:12,585 | 1:12,111 | 6            | 18         |
| 7                     | 16       | Charles Leclerc       | Ferrari                      | 1:13,014 | 1:12,495 | 1:12,131 | 7            | 12         |
| 8                     | 10       | Pierre Gasly          | Alpine-Renault               | 1:13,081 | 1:12,611 | 1:12,199 | 8            | 18         |
| 9                     | 6        | Isack Hadjar          | Racing Bulls-Honda RBPT      | 1:13,139 | 1:12,461 | 1:12,252 | 9            | 15         |
| 10                    | 14       | Fernando Alonso       | Aston Martin Aramco-Mercedes | 1:13,102 | 1:12,523 | 1:12,284 | 10           | 14         |
| 11                    | 23       | Alexander Albon       | Williams-Mercedes            | 1:13,044 | 1:12,641 |          | 11           | 14         |
| 12                    | 5        | Gabriel Bortoleto     | Kick Sauber-Ferrari          | 1:13,045 | 1:12,756 |          | 12           | 12         |
| 13                    | 30       | Liam Lawson           | Racing Bulls-Honda RBPT      | 1:13,039 | 1:12,763 |          | 13           | 12         |
| 14                    | 18       | Lance Stroll          | Aston Martin Aramco-Mercedes | 1:13,038 | 1:13,058 |          | visszalépett | 15         |
| 15                    | 87       | Oliver Bearman        | Haas-Ferrari                 | 1:13,074 | 1:13,315 |          | 14           | 15         |
| 16                    | 27       | Nico Hülkenberg       | Kick Sauber-Ferrari          | 1:13,190 |          |          | 15           | 6          |
| 17                    | 31       | Esteban Ocon          | Haas-Ferrari                 | 1:13,201 |          |          | 16           | 9          |
| 18                    | 55       | Carlos Sainz Jr.      | Williams-Mercedes            | 1:13,203 |          |          | 17           | 6          |
| 19                    | 43       | Franco Colapinto      | Alpine-Renault               | 1:13,334 |          |          | 18           | 7          |
| 20                    | 22       | Cunoda Júki           | Red Bull Racing-Honda RBPT   | 1:13,385 |          |          | boxutca      | 6          |
| 107%-os idő: 1:17,629 |          |                       |                              |          |          |          |              |            |

## Futam
A spanyol nagydíj futamát június 1-jén, vasárnap délután tartották, magyar idő szerint 15:00-tól.
| helyezés | rajtszám | versenyző             | csapat/motor                 | futott kör | idő/kiesés oka   | rajthely     | pont |
| -------- | -------- | --------------------- | ---------------------------- | ---------- | ---------------- | ------------ | ---- |
| 1        | 81       | Oscar Piastri         | McLaren-Mercedes             | 66         | 1:32:57,375      | 1            | 25   |
| 2        | 4        | Lando Norris          | McLaren-Mercedes             | 66         | +2,471           | 2            | 18   |
| 3        | 16       | Charles Leclerc       | Ferrari                      | 66         | +10,455          | 7            | 15   |
| 4        | 63       | George Russell        | Mercedes                     | 66         | +11,359          | 4            | 12   |
| 5        | 27       | Nico Hülkenberg       | Kick Sauber-Ferrari          | 66         | +13,648          | 15           | 10   |
| 6        | 44       | Lewis Hamilton        | Ferrari                      | 66         | +15,508          | 5            | 8    |
| 7        | 6        | Isack Hadjar          | Racing Bulls-Honda RBPT      | 66         | +16,022          | 9            | 6    |
| 8        | 10       | Pierre Gasly          | Alpine-Renault               | 66         | +17,882          | 8            | 4    |
| 9        | 14       | Fernando Alonso       | Aston Martin Aramco-Mercedes | 66         | +21,564          | 10           | 2    |
| 10       | 1        | Max Verstappen        | Red Bull Racing-Honda RBPT   | 66         | +21,826          | 3            | 1    |
| 11       | 30       | Liam Lawson           | Racing Bulls-Honda RBPT      | 66         | +25,532          | 13           |      |
| 12       | 5        | Gabriel Bortoleto     | Kick Sauber-Ferrari          | 66         | +25,996          | 12           |      |
| 13       | 22       | Cunoda Júki           | Red Bull Racing-Honda RBPT   | 66         | +28,822          | boxutca      |      |
| 14       | 55       | Carlos Sainz Jr.      | Williams-Mercedes            | 66         | +29,309          | 17           |      |
| 15       | 43       | Franco Colapinto      | Alpine-Renault               | 66         | +31,381          | 18           |      |
| 16       | 31       | Esteban Ocon          | Haas-Ferrari                 | 66         | +32,197          | 16           |      |
| 17       | 87       | Oliver Bearman        | Haas-Ferrari                 | 66         | +37,065          | 14           |      |
| Ki       | 12       | Andrea Kimi Antonelli | Mercedes                     | 53         | olajnyomás       | 6            |      |
| Ki       | 23       | Alexander Albon       | Williams-Mercedes            | 27         | baleseti sérülés | 11           |      |
| Vi       | 18       | Lance Stroll          | Aston Martin Aramco-Mercedes | 0          | csuklósérülés    | visszalépett |      |

## A világbajnokság állása a verseny után
| H   | Versenyzők            | Pont | H   | Konstruktőrök                | Pont |
| --- | --------------------- | ---- | --- | ---------------------------- | ---- |
| 1.  | Oscar Piastri         | 186  | 1.  | McLaren-Mercedes             | 362  |
| 2.  | Lando Norris          | 176  | 2.  | Ferrari                      | 165  |
| 3.  | Max Verstappen        | 137  | 3.  | Mercedes                     | 159  |
| 4.  | George Russell        | 111  | 4.  | Red Bull Racing-Honda RBPT   | 144  |
| 5.  | Charles Leclerc       | 94   | 5.  | Williams-Mercedes            | 54   |
| 6.  | Lewis Hamilton        | 71   | 6.  | Racing Bulls-Honda RBPT      | 28   |
| 7.  | Andrea Kimi Antonelli | 48   | 7.  | Haas-Ferrari                 | 26   |
| 8.  | Alexander Albon       | 42   | 8.  | Aston Martin Aramco-Mercedes | 16   |
| 9.  | Isack Hadjar          | 21   | 9.  | Kick Sauber-Ferrari          | 16   |
| 10. | Esteban Ocon          | 20   | 10. | Alpine-Renault               | 11   |

(A teljes táblázat)

## Statisztikák
- Vezető helyen:
  - Oscar Piastri: 60 kör (1-22, 29–66)
  - Max Verstappen: 6 kör (23-28)
- Oscar Piastri 4. pole-pozíciója, 5. versenyben futott leggyorsabb köre, 7. futamgyőzelme és 2. mesterhármasa.
- A McLaren 196. futamgyőzelme.
- A McLaren 52. kettős győzelme.
- Oscar Piastri 18., Lando Norris 34., és Charles Leclerc 46. dobogós helyezése.
- Oscar Piastri sorozatban nyolcadik dobogóját szerezte, ezzel beállította a nem-világbajnokok leghosszabb ilyen szériáját.[1]
- Oscar Piastri győzelmének köszönhetően Ausztrália a Formula–1 történetében hetedik országként érte el az 50 futamgyőzelmet.[1]
- Fernando Alonso első pontjait szerezte meg a szezonban, ezzel az első pilóta lett az Formula–1 történetében, aki 21 különböző szezonban pontot tud szerezni.[1]
- Max Verstappen a negyedik versenyző az Formula–1 történében, aki legalább 100 nagydíjon töltött az élen legalább egy versenykört.[1]